# Un shoggoth sur le toit
 (décembre 2009).
Si vous disposez d'ouvrages ou d'articles de référence ou si vous connaissez des sites web de qualité traitant du thème abordé ici, merci de compléter l'article en donnant les références utiles à sa vérifiabilité et en les liant à la section « Notes et références ».

Un shoggoth sur le toit (A Shoggoth On the Roof) est une parodie musicale de Un violon sur le toit basée sur l’œuvre d'H. P. Lovecraft. Création de l’H.P. Lovecraft Historical Society, prétendument écrite par un membre de cette société sous le nom de « Celui Qui (pour des raisons légales) Ne Doit Pas Être Nommé » dans le livret et sur l’album de fonte (allusion à Hastur, Celui Qui Ne Doit Pas Être Nommé).
Pour des raisons légales, les représentations successives d’Un shoggoth sur le toit se heurtèrent a de grandes difficultés. Cependant une première mise en scène eu lieu, dans une version suédoise (En shoggoth på taket) à Miskatonicon, une convention d’amateurs d’H. P. Lovecraft à Stockholm, le 4 novembre 2005 par le Teater Tentakel.
La pièce fut jouée pour la première fois en anglais lors d’une convention de jeux vidéo, Leprecon, en Irlande le 23 février 2007. La représentation était organisée par la Gamers Society du Trinity College de Dublin. Ils outrepassèrent les problèmes légaux en relation avec la propriété intellectuelle d’Un violon sur le toit en utilisant un arrangement musical complètement nouveau.

## Histoire
L’histoire parodie celle d’Un violon sur le toit, en suivant la mythologie lovecraftienne. Le professeur Armitage, bibliothécaire en chef de l’université Miskatonic, cherche à marier ses trois filles. L’action se déroule dans les années 1920 aux États-Unis, dans la ville imaginaire d’Arkham, au Massachusetts.
La pièce s’ouvre sur un clin d’œil à Un violon sur le toit, avec un shoggoth (monstre tentaculaire et informe) sur le toit de la bibliothèque de l’université Miskatonic. Armitage s’adresse aux spectateurs, présentant toutes les choses étranges d’Arkham et son histoire terrifiante. Il explique comment un shoggoth (a shapeless monster like that peut tenir sur les toits en croupe d’Arkham (such a pointed roof : I can tell you in one word : Tentacles!) grâce à ses tentacules (Tentaklet dans la version suédoise). (« Tentacles »)
Dans la maison d’Armitage, ses trois filles, Prudence, Asenath et Jill, et leur mère Marion font le ménage. Les trois filles commencent à bavarder et Prudence révèle qu’elle est tombée amoureuse d’Herbert West (« Le réanimateur »), brillant médecin et professeur assistant à l’université Miskatonic (en fait un émule de Frankenstein). En attendant, Armitage arrive à la maison, et avec Marion ils discutent de la difficulté de trouver un mari approprié pour Prudence. Marion suggère Wilbur Whately (de L’Abomination de Dunwich), et Armitage accepte de l’inviter à dîner. (Arkham Dunwich) Prudence entendant ceci se précipite dehors pour voir Herbert.
L’action se déplace alors dans un cimetière, où Randolph Carter (héros onirique de Lovecraft) et Harley Warren discutent du meilleur moyen d’entrer dans une tombe. Une goule les épie.
Prudence et Herbert se rencontrent devant la bibliothèque, et elle lui fait part des plans de ses parents. Il s’écrie qu’il « a trop besoin d’elle » et qu’il demandera sa main à son père.
Plus tard dans la nuit, Jill et Asenath partent furtivement visiter la bibliothèque, et il est révélé qu’Asenath a l’intention d’invoquer un incube. Ils prennent le Livre d’Eibon à la librairie et invoquent un byakhee. Cependant la créature les effraie et ils prennent la fuite. (Byakhee Byakhee)
En attendant, Carter et Warren ouvrent le tombeau, et Warren se charge de descendre et de relayer l’information à Carter par l'intermédiaire du téléphone qu’ils ont installé. Il semble alors nerveux à l’idée d’entrer réellement dans le tombeau : Carter le pousse dedans.
Dans une scène qui semble avoir lieu quelques jours plus tard, Jill et Asenath assistent à une cérémonie de l'Ordre ésotérique de Dagon à Innsmouth. Le chef du culte entonne une prière à Cthulhu et sacrifie une victime. (Shoggoth Prayer)
Asenath a l'air attirée par le chef du culte, et demande à Jill de l'accompagner sur la plage pour l'observer. Jill, cependant, décide de rester, et regarde Obed Marsh, un vieil homme décrépit nettoyer la salle. Il se chante à lui-même, son désir d’être un Profond. (If I Were a Deep One) Jill sort de sa cachette. Il est attiré par elle, mais Jill parvient à s’échapper pour rejoindre sa sœur.
Quelques jours plus tard, Armitage rencontre Wilbur Whately à la bibliothèque, et lui demande de prendre rendez-vous avec Prudence. Wilbur accepte. 
(Arkham, Dunwich - reprise) Cependant après le départ de Wilbur, Prudence et Herbert West viennent voir Armitage, et Herbert demande la main de prudence. Il explique à Armitage son « grand œuvre » : la réanimation des tissus morts. (« To Life ») D’abord offusqué, Armitage finit par donner son consentement.
On revient alors à Carter et Warren. Carter est chassé par la goule, pendant que Warren découvre que la tombe est actuellement vide, sauf une inscription : « Asenath s’est tenue ici ». Ils décident de retourner à la maison, mais rencontrent Armitage sur la route, qui retournant chez lui est attaqué par des goules. Carter et Warren les mettent en fuite, mais Armitage cherche toujours comment annoncer à sa femme le mariage d’Herbert et Prudence. Une judicieuse remarque de Carter lui donne l’idée de faire croire sa femme à un cauchemar pour obtenir son consentement.
Cette nuit-là, Armitage et sa femme sont au lit, quand Armitage commence à crier et raconte à sa femme un cauchemar qu'il vient d'avoir, dans lequel Grand-mère Prudence et Lavinia Whately lui expliquent que Prudence doit se marier avec Herbert West. (The Nightmare). Marion impressionnée, donne son accord à l'union de Prudence et Herbert.
Le jour suivant, Jill s'en va visiter le vieux Marsh dans sa cabane. Ils parlent ensemble des Profonds, et ils finissent par se regarder les yeux dans les yeux. 
En attendant, Asenath se décide finalement à parler au chef du culte à la plage, et il admet être tombé amoureux d'elle. (Victim of Victims) Ils tombent d'accord pour demander à Armitage la permission de se marier.
Obed Marsh et Jill demandent à Armitage sa bénédiction pour le mariage, lui expliquant qu'ils sont tombés amoureux. Armitage est horrifié par cette idée, mais Jill lui explique ses sentiments (Very Far From the Home I Love). Armitage leur donne par la suite sa bénédiction. Asenath et le chef du culte viennent alors pour demander eux aussi sa bénédiction. Cependant, Armitage a de violents préjugés envers le Culte et refuse catégoriquement.
La scène suivante nous montre le mariage de Prudence et Herbert, presque toute la ville est présente. Carter et Warren sont de retour. Asenath et le chef du culte arrivent ensuite, et ils essayent d'expliquer à Armitage qu'ils font partie de la même communauté. (Arkham, Dunwich - seconde reprise) La chanson est interrompue par Wilbur Whateley, mécontent d'avoir été à la fois repoussé par Prudence et de ne pas avoir été invité à la noce. Pour se venger, il lit une incantation du Necronomicon pour invoquer Cthulhu, qui apparaît derrière la bibliothèque et écrase un grand nombre d'habitants. Il mange ensuite Wilbur, et demande ce qui se passe. (Do You Fear Me?) Cthulhu détruit alors l'université et tue tout le monde. Après son départ, Herbert West utilise sa formule de réanimation pour se ressusciter, puis ramène a la vie le reste des victimes. Ils se concertent sur ce qu'il faut faire, maintenant que les Grands Anciens sont de retour. Armitage explique que peu importe ce que les Grands Anciens font, ils ne peuvent pas tuer la Connaissance, et que la Connaissance est la seule arme contre eux. (Miskatonic)

## Chansons
(Telles que listées sur l'enregistrement original)
| No  | Titre                         | Durée |
| --- | ----------------------------- | ----- |
| 1.  | Tentacles                     | 7:04  |
| 2.  | Arkham Dunwich                | 3:32  |
| 3.  | Byakhee Byakhee               | 3:46  |
| 4.  | Shoggoth Prayer               | 1:54  |
| 5.  | If I Were a Deep One          | 4:30  |
| 6.  | To Life                       | 3:35  |
| 7.  | The Nightmare                 | 7:19  |
| 8.  | Victim of Victims             | 1:57  |
| 9.  | Very Far From The Home I Love | 2:09  |
| 10. | Do You Fear Me?               | 2:46  |
| 11. | Miskatonic                    | 2:47  |

## Tentative pour jouerUn shoggoth sur le toit
- Une représentation de A Shoggoth on the Roof a été d'abord tentée par The Other Gods Theatre Company en 1979 à Los Angeles. La production a fini par se séparer pour des raisons peu claires. Un documentaire sur cette production est disponible sur le site de l'H.P. Lovecraft Historical Society.
- En 2002, le Chicago's Defiant Theatre tenta une production. Cette tentative avorta à la suite d'un litige.
- D'autres tentatives avortées ont eu lieu à: l'université de New York (NYU), la Tisch School of the Arts, l'université Brandeis, l'université de Calgary, l'université Harvard, l'université Stanford, St John's College, et dans bien d'autres université à travers le monde.
- La version du Teater Tentakel en 2005 à Stockholm et celle de la convention 2007 Trinity Gamers à Dublin en Irlande sont les seules tentatives pleinement réussies à ce jour.